# Hico (Teksas)
Hico – miasto w Stanach Zjednoczonych, w stanie Teksas, w hrabstwie Hamilton.